# Grand Prix d'Issoire
Le Grand Prix d'Issoire est une course cycliste française disputée au mois de septembre à Issoire, dans le département du Puy-de-Dôme. Créée en 1927, il s'agit de l'une des plus anciennes compétitions cyclistes auvergnates. Elle est organisée par l'US Pédale Issoirienne,.
Cette épreuve est actuellement réservée aux cyclistes amateurs. 

## Histoire
La course s'est déroulée sur plusieurs formats dans son histoire. De Grand Prix professionnel durant une trentaine d'années, elle passe du statut de critérium professionnel, puis de critérium national pour amateurs, et à nouveau critérium d'après Tour en 1997, 1998 et 2000. Elle est désormais inscrite au calendrier régional français.

## Palmarès
| Année     | Vainqueur             | Deuxième             | Troisième                |
| --------- | --------------------- | -------------------- | ------------------------ |
| 1927      | Louis Barberet        | François Robert      | Camille Exbrayat         |
| 1928      | Roger Pipoz           | Georges Cuvelier     | Maurice Ville            |
| 1929      | Roger Pipoz           | François Robert      | Benoît Faure             |
| 1930      | Camille Foucaux       | François Ondet       | Roger Pipoz              |
| 1931      | Fernand Cornez        | André Aumerle        | Lucien Weiss             |
| 1932      | Jean Montpied         | Jean Gouttesolard    | Julien Clermont          |
| 1933      | René Bernard          | Marcel Renaud        | Aldo Bertocco            |
| 1934      | Lucien Weiss          | Joseph Di Maio       | Marcel Lesini            |
| 1935      | Lucien Weiss          | Joseph Mauclair      | André Godinat            |
| 1936      | Benoît Faure          | René Bouchard        | Alvaro Giorgetti         |
| 1937      | Nello Troggi          | René Bouchard        | Louis Thiétard           |
| 1938      | Bruno Carini          | Louis Aimar          | Pietro Lorino            |
| 1939-1941 | non disputé           |                      |                          |
| 1942      | André Roussy          | Jacques Modolo       | Jean Blanc               |
| 1943-1944 | non disputé           |                      |                          |
| 1945      | Paul Néri             | Albert Goutal        | Lucien Lauk              |
| 1946      | Gino Sciardis         | Hugues Guelpa        | Lucien Lauk              |
| 1947      | Gino Sciardis         | Alex Aguirre         | Raoul Rémy               |
| 1948      | Maurice Diot          | Paul Néri            | Tolmino Caselatto        |
| 1949      | Raymond Louviot       | Attilio Redolfi      | Hugues Guelpa            |
| 1950      | Julien Conan          | Albert Chaumarat     | Joseph Neri              |
| 1951      | Dominique Canavèse    | Dominique Forlini    | Chardonnet               |
| 1952      | André Darrigade       | Dominique Forlini    | Serge Blusson            |
| 1953      | Edmond Benoski        | Louis Kosec          | Émile Baffert            |
| 1954      | Louis Kosec           | Raymond Goussot      | Ferdinand Devèze         |
| 1955      | Louis Bergaud         | Max Cohen            | Dominique Canavèse       |
| 1956      | Albert Dolhats        | Roger Buchonnet      | Angelo Colinelli         |
| 1957      | Louis Kosec           | André Darrigade      | Gastone Nencini          |
| 1958      | Louis Kosec           | Jean Graczyk         | Georges Noguerol         |
| 1959      | Georges Noguerol      | Louis Bergaud        | Raymond Elena            |
| 1960      | Rudi Altig            | Louison Bobet        | Maurice Marsy            |
| 1961      | Joseph Groussard      | Achille Tomasello    | Georges Groussard        |
| 1962      | Daniel Walryck        | Joseph Groussard     | Juan Campillo            |
| 1963      | Joseph Wouters        | Hubert Ferrer        | Seamus Elliott           |
| 1964      | Tom Simpson           | Jean Milesi          | Jo de Roo                |
| 1965      | Edward Sels           | Jan Janssen          | Italo Zilioli            |
| 1966      | Franco Bitossi        | Jean Graczyk         | Maurice Bénet            |
| 1967      | Lucien Gonthier       | Jacky Chantelouve    | Georges Ballandras       |
| 1968      | Jean-Claude Daunat    | Jean-Pierre Genet    | Francis Campaner         |
| 1969      | Stéphane Abrahamian   | Rolf Wolfshohl       | Pierre Matignon          |
| 1970      | Cyrille Guimard       | Jan Janssen          | Jean-Pierre Danguillaume |
| 1971      | André Champion        | Claude Aiguesparses  | Maurice Laforest         |
| 1972      | Régis Ovion           | Gilbert Favre        | Maurice Chizat           |
| 1973      | Patrick Chardon       | Guy Dolhats          | Jean-Claude Rousseau     |
| 1974      | Michel Laurent        | Rachel Dard (en)     | Michel Gaudin            |
| 1975      | Gérard Colinelli      | Michel Gaudin        | Jean Pinsello            |
| 1976      | Didier Van Vlaslaer   | Joël Millard         | Christian Jourdan        |
| 1977      | Francis Duteil        | André Vilpellet      | Daniel Ceulemans         |
| 1978      | Gérard Dessertenne    | Michel Grain         | Yves Nicolas             |
| 1979      | Phil Anderson         | Michel Del Puppo     | Jean-Pierre Peyrebesse   |
| 1980      | Éric Valade           | Michel Fédrigo       | Yves Nicolas             |
| 1981      | Sean Yates            | Michel Dupuytren     | Michel Besse             |
| 1982      | Philippe Lauraire     | Michel Besse         | Marc Vidal               |
| 1983      | Serge Verchère        | Dave Akam (en)       | Patrick Pages            |
| 1984      | Michel Dupuytren      | Vincent Bonaffini    | Jean-Luc Ressot          |
| 1985      | Patrick Jérémie       | Yves Bonnamour       | Christian Chabrier       |
| 1986      | Patrick Jérémie       | Christian Seznec     | Manuel Carneiro          |
| 1987      | Patrick Hosotte       | Philippe Lepeurien   | Patrick Jérémie          |
| 1988      | Patrick Senisse       | Marcel Kaikinger     | Éric Fouix               |
| 1989      | Claude Aiguesparses   | Jean-Claude Chassard | Jean-Paul Hosotte        |
| 1990      | Alain Ruiz            | Pascal Cabantous     | Fabrice Fournet          |
| 1991      | Alain Gauthe          | Gil Besseyre         | Fabrice Fournet          |
| 1992      | Zbigniew Rudyk        | Jean-Pierre Duracka  | Christophe Lavergne      |
| 1993      | Jean-Pierre Duracka   | Jacek Bodyk          | Éric Fouix               |
| 1994      | Patrick Pages         | Jean-Luc Delance     | Christophe Parra         |
| 1995      | Raphaël Vallas        | Willy Fogel          | Éric Larue               |
| 1996      | Jean-Philippe Duracka | Gilles Bernard       | Pascal Bédu              |
| 1997      | Pascal Lino           | Christophe Agnolutto | Andreï Tchmil            |
| 1998      | Christophe Rinero     | Francisque Teyssier  | Laurent Desbiens         |
| 1999      | Joaquim De Macedo     | Christophe Oliveira  | Jérôme Ossédat           |
| 2000      | Christophe Moreau     | Olivier Perraudeau   | Médéric Clain            |
| 2001      | Mathieu Giraud        | Philippe Simonin     | Christian Magimel        |
| 2002      | Frédéric Giardina     | Claude Verots        | Xavier Garnotel          |
| 2003      | Xiaohai Zheng         | Jérôme Brzezicki     | Nicolas Verots           |
| 2004      | Sébastien Galtié      | Christophe Serisier  | Sylvain Desprès          |
| 2005      | Jean-Luc Masdupuy     | Sébastien Thomas     | Sébastien Galtié         |
| 2006      | Sébastien Galtié      | Jean-Marie Ballereau | Arnaud Bassy             |
| 2007      | Christophe Laborie    | Noël Gagnant         | Jean-Luc Masdupuy        |
| 2008      | Laurent Perrier       | Gaël Mainard         | Guillaume Fondard        |
| 2009      | Romain Bardet         | Sébastien Jullien    | Frédéric Vernet          |
| 2010      | Sébastien Jullien     | Cristóbal Olavarría  | Jean-Luc Masdupuy        |
| 2011      | Romain Bardet         | Romain Fondard       | Sébastien Jullien        |
| 2012      | Mihkel Räim           | Sébastien Jullien    | Benjamin Olivier         |
| 2013,     | Martin Laas           | David Bouchet        | Cristóbal Olavarría      |
| 2014      | Martin Laas           | Christophe Agostini  | Silver Mäoma             |
| 2015,     | Mihkel Räim           | Karl Patrick Lauk    | Bastien Lhomme           |
| 2016,     | Karl Patrick Lauk     | Mihkel Kalja         | Clément Russo            |
| 2017,     | Karl Patrick Lauk     | Florian Dujardin     | Pierre Bonnet            |
| 2018,     | Karl Patrick Lauk     | Pierre Almeida       | Thomas Chassagne         |
| 2019      | Maxime Roger          | Baptiste Raynaud     | Thomas Chassagne         |
| 2020,     | Mickaël Guichard      | Clément Carisey      | Siim Kiskonen            |
| 2021      | Mickaël Guichard      | Bérenger Brossel     | Stefan Bennett           |
| 2022      | Alexandre Jamet       | Baptiste Raynaud     | Victor Tourde            |
| 2023      | Antoine Roussel       | Bérenger Brossel     | Louis Varago             |
| 2024      | Yannick Martinez      | Hugo Buisson         | Tanguy Loisy             |